# Beverly Hills
Beverly Hills é uma cidade localizada no estado americano da Califórnia, no condado de Los Angeles. Foi fundada em 1868 e incorporada em 1914.
Na cultura popular americana, Beverly Hills tem sido amplamente conhecida como um local extremamente rico dentro da área da Grande Los Angeles, o que inclui as taxas de impostos mais elevadas da região e muitos dos imóveis mais caros do país e do mundo. A cidade é conhecida por suas inúmeras lojas de grife (especialmente o quarteirão da Rodeo Drive), suas mansões e hotéis famosos, restaurantes sofisticados, por ser o lar de muitas celebridades internacionais e por ter sido cenário de muitos filmes e seriados de Hollywood. 

## Geografia
De acordo com o Departamento do Censo dos Estados Unidos, a cidade tem uma área de 14,8 km², dos quais 14,8 km² estão cobertos por terra e 0,002 km² por água.

### Localização
Beverly Hills faz fronteira ao sul com o bairro de Bel Air em Los Angeles, as Montanhas de Santa Monica e a leste por West Hollywood.

## Demografia
Segundo o censo nacional de 2020, a sua população é de 32 701 habitantes e sua densidade populacional é de 2 307,2 hab/km². Possui 16 394 residências, que resulta em uma densidade de 1 108,5 residências/km².

## Marcos históricos

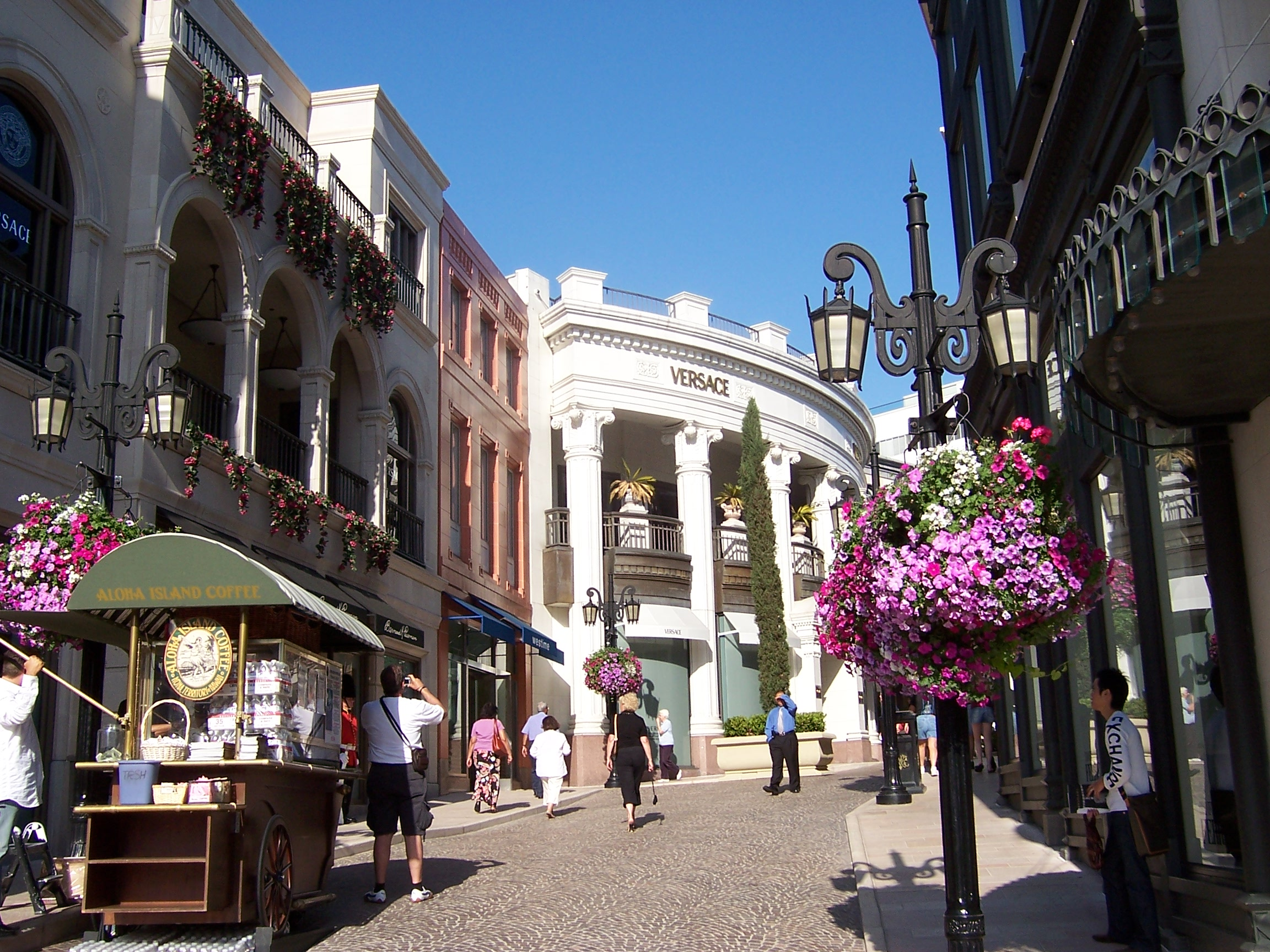
Via Rodeo

O Registro Nacional de Lugares Históricos lista nove marcos históricos em Beverly Hills. O primeiro marco foi designado em 23 de abril de 1976 e o mais recente em 3 de abril de 2012, o Fox Wilshire Theatre. O Doheny Estate/Greystone é um marco da cidade.